# Santa Rita (Caltanissetta)
Santa Rita (in passato borgo Pisciacane) è una frazione del comune di Caltanissetta. Nel borgo vivono pochi abitanti, dediti soprattutto ad attività agricole; a partire dagli anni dieci del Duemila si è sviluppato un modesto flusso turistico grazie ad attività legate allo slow tourism.

## Geografia fisica
Il borgo sorge su uno sperone roccioso alle pendici del monte Pisciacane, all'interno del comune di Caltanissetta, oltre 11 km a sud del capoluogo. Tuttavia, a causa della presenza di un'unica via di accesso, che conduce sulla strada provinciale 2 tra Sommatino e Delia, gravita nell'orbita di questi due comuni.

## Storia

Antica veduta del borgo Santa Rita

La fondazione del borgo è datata 1895 ed è legata all'acquisto di circa 900 ettari di terreno fra i feudi Pisciacane e Draffù da parte del barone Rosario La Lomia di Canicattì. Le prime case iniziarono a sorgere senza una precisa pianificazione, in funzione delle necessità dei primi abitanti, braccianti agricoli provenienti da San Cataldo, Delia e Sommatino.
Nel 1930 il borgo, originariamente denominato Pisciacane dal nome dell'antico feudo e dell'altura su cui sorge, fu dedicato a Santa Rita in onore della baronessa Rita Bordonaro La Lomia.
In quegli anni il borgo era abitato da circa cinquecento persone, e — in maniera analoga agli altri villaggi rurali durante il fascismo — fu dotato di una chiesa, consacrata a Santa Rita, e di una scuola rurale, che rimase attiva fino agli anni settanta.
A partire dalla seconda metà del Novecento il declino della popolazione fu inarrestabile: negli anni novanta gli abitanti si erano ridotti a un centinaio, perlopiù anziani, mentre al 2018 è abitato da sole quattro famiglie di agricoltori, allevatori e pastori.

## Monumenti e luoghi di interesse

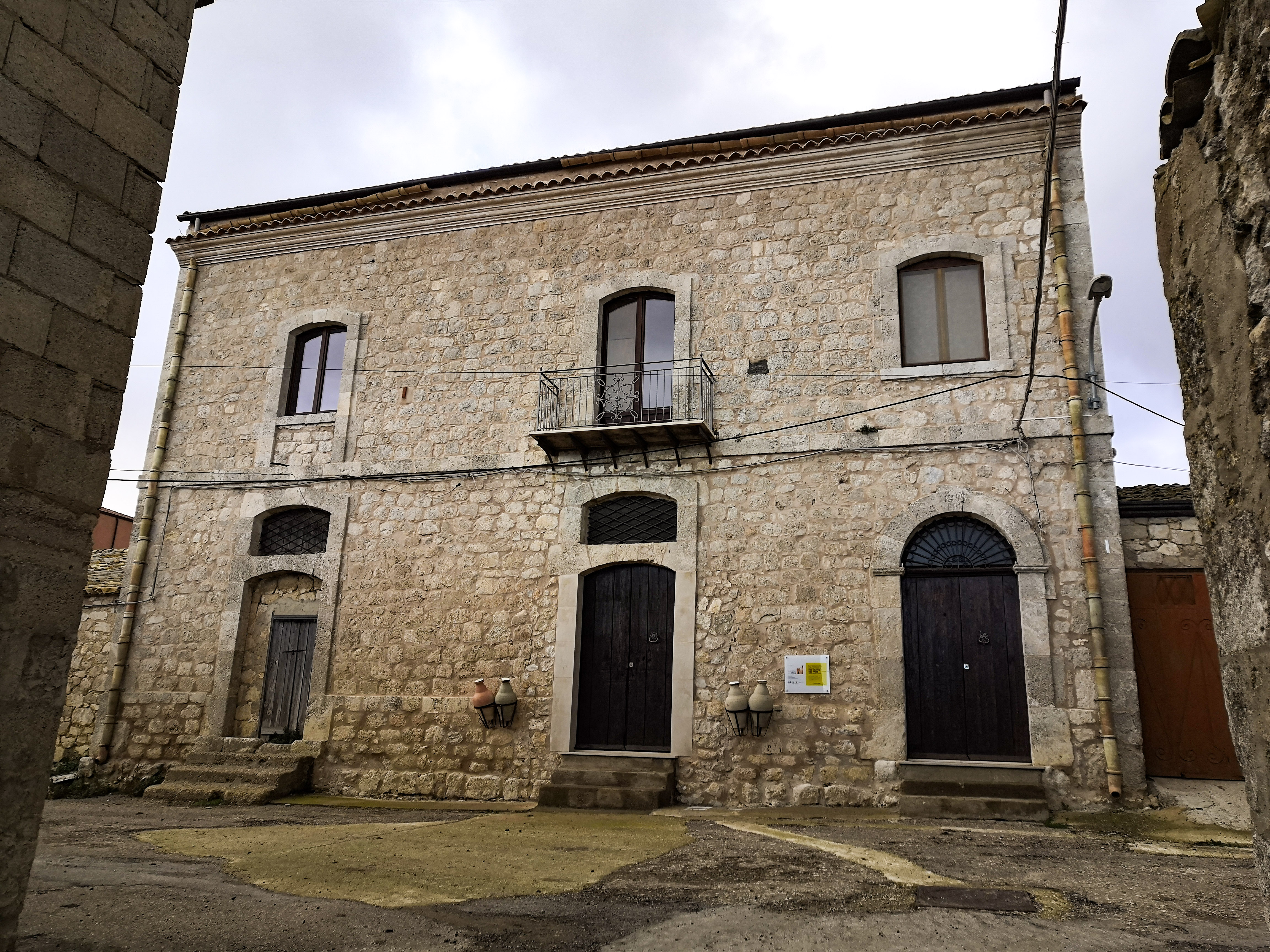
Palazzotto La Lomia

- Chiesa di Santa Rita: fu costruita tra il 1938 e il 1942;[6] domina il borgo, sulla sommità di una scalinata, ed è caratterizzata dal prospetto rosa e un campanile aguzzo alto 25 m;[7]
- Palazzotto La Lomia: è l'antico palazzetto baronale, risalente al XIX secolo; dal 2016, a seguito di un restauro conservativo, ospita il "Micromuseo immateriale del grano e del pane".[3]